# Cammell Laird
Pour les articles homonymes, voir Laird (homonymie).

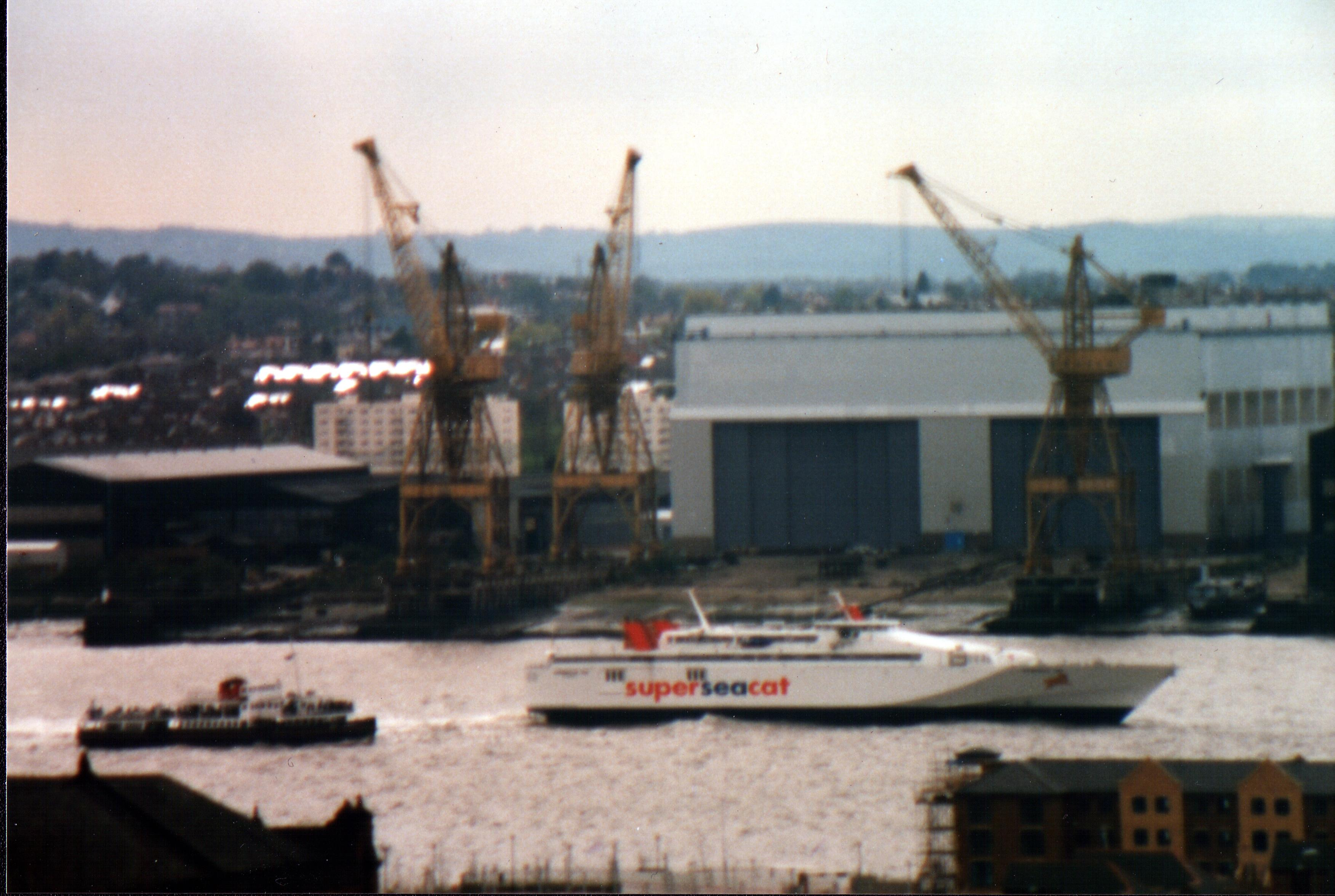
Chantier naval de Cammell Laird

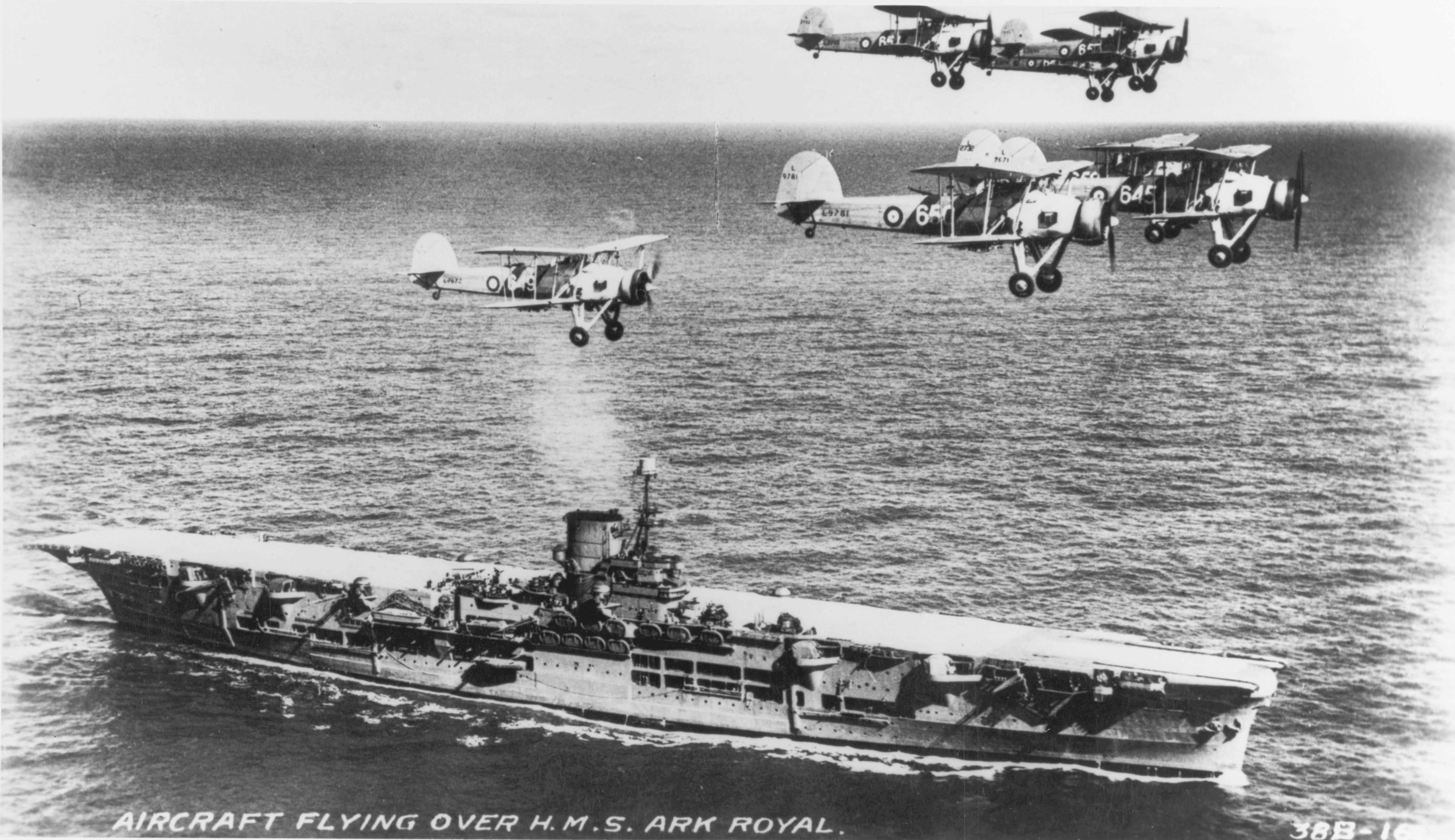
construit par le chantier naval Cammell Laird

Cammell Laird est un des plus grands noms de la construction navale britannique du XIXe et XXe siècle. Cette compagnie est née de la fusion de Laird fils et Cie de Birkenhead et de Johnson Cammell et Cie de Sheffield vers la fin du XXe siècle.

## Fondation
William Laird fonde en 1824 une compagnie spécialisée dans les activités métallurgiques à Birkenhead et il sera secondé en 1828 par son fils, John Laird.
John se rend immédiatement compte de l’évolution des techniques pour la fabrication des chaudières utilisées dans la propulsion des bateaux. La compagnie devient rapidement numéro un dans la fabrication des chaudières de propulsion, mais aussi dans la fabrication des bateaux métalliques.
Johnson Cammell et Cie fondé par Henry & Thomas Johnson et Charles Cammell était une industrie métallurgique qui travaillait essentiellement pour les chemins de fer britanniques.
Les entreprises de M. Cammell et M. Laird fusionnent pour créer une compagnie internationale de construction navale. Entre 1829 et 1947, plus de 1 100 navires ont été inaugurés sur les étançons du fleuve Mersey appartenant à la compagnie Cammell Laird.

## Construction navale
Le premier bateau au monde construit en acier, fut le Ma-Robert, construit en 1858 pour l'expédition du Zambèze par le médecin et missionnaire David Livingstone.
La compagnie est nationalisée avec toute l'industrie britannique de construction navale en 1977. En 1986 une partie de son secteur d’activité est privatisée, mais l’état britannique reste majoritaire car Cammell Laird est le seul chantier naval capable de produire des sous-marins nucléaires classés secrets d’État.
Après quelques difficultés financières, dues à la mésaventure d'un contrat signé avec le Costa Crociere, navire de croisière pour une somme de 50 millions de livres, la compagnie est forcée de se débarrasser des chantiers navals de Birkenhead, de Gosport, de Teesside et de Tyneside.
Ces chantiers rachetés par le groupe A&P Shiprepair en 2001 ont depuis été restructurés en A&P Tyne, A&P Tees et A&P Falmouth en 2003 et se sont spécialisés dans la construction, la réparation, la maintenance navale, ainsi que dans l'expertise et le bureau d'études.

## Navires de guerre construits
- CSS Alabama 1862 (sous le faux nom de Enrica ),n° de chantier 290, corsaire forceur de blocus sudiste
- Huáscar 1865 - Monitor
- HMS Pathfinder 1905 - Croiseur éclaireur
- HMS Patrol 1905 - croiseur éclaireur
- HMS Rodney : 1925 - Cuirassé
- HMS Spearfish (69S) : 1936 - Sous-marin
- HMS Ark Royal : 1937 - Porte-avions
- ARA Santa Cruz : 1937 - Destroyer
- HMS Prince of Wales : 1939 - Cuirassé
- HMS Stratagem (P234) : 1943 - Sous-marin
- HMS Venerable : 1943 - Porte-avions
- HMS Ark Royal : 1950 - Porte-avions

## Source
- (en) Cet article est partiellement ou en totalité issu de l’article de Wikipédia en anglais intitulé « Cammell Laird » (voir la liste des auteurs).